# Roger Ducos
Pierre-Roger Ducos (Dax, 25 de julho de 1747 – Ulm, 17 de março de 1816) foi uma importante figura política francesa durante a Revolução, tendo sido membro da Convenção Nacional e do Diretório, e, posteriormente, servido também ao Primeiro Império.

## Na Revolução
Nascido na região da Aquitânia, sudoeste da França, foi eleito deputado da Convenção pelo Departamento de Landes. Fazia parte do  Marais, o grupo mais moderado e mais numeroso (cerca de 400 deputados) da Convenção Nacional.  Votou a favor da morte de Luís XVI.
Ducos foi membro e presidente do Conselho dos Anciãos, assembléia legislativa que, com o Conselho dos Quinhentos, foi instituída pela Constituição do Ano III da Revolução e adotada pela Convenção termidoriana, em agosto de 1795, tendo entrado em vigor no dia 23 de setembro 1795. Em 1799 se tornou membro do Diretório.

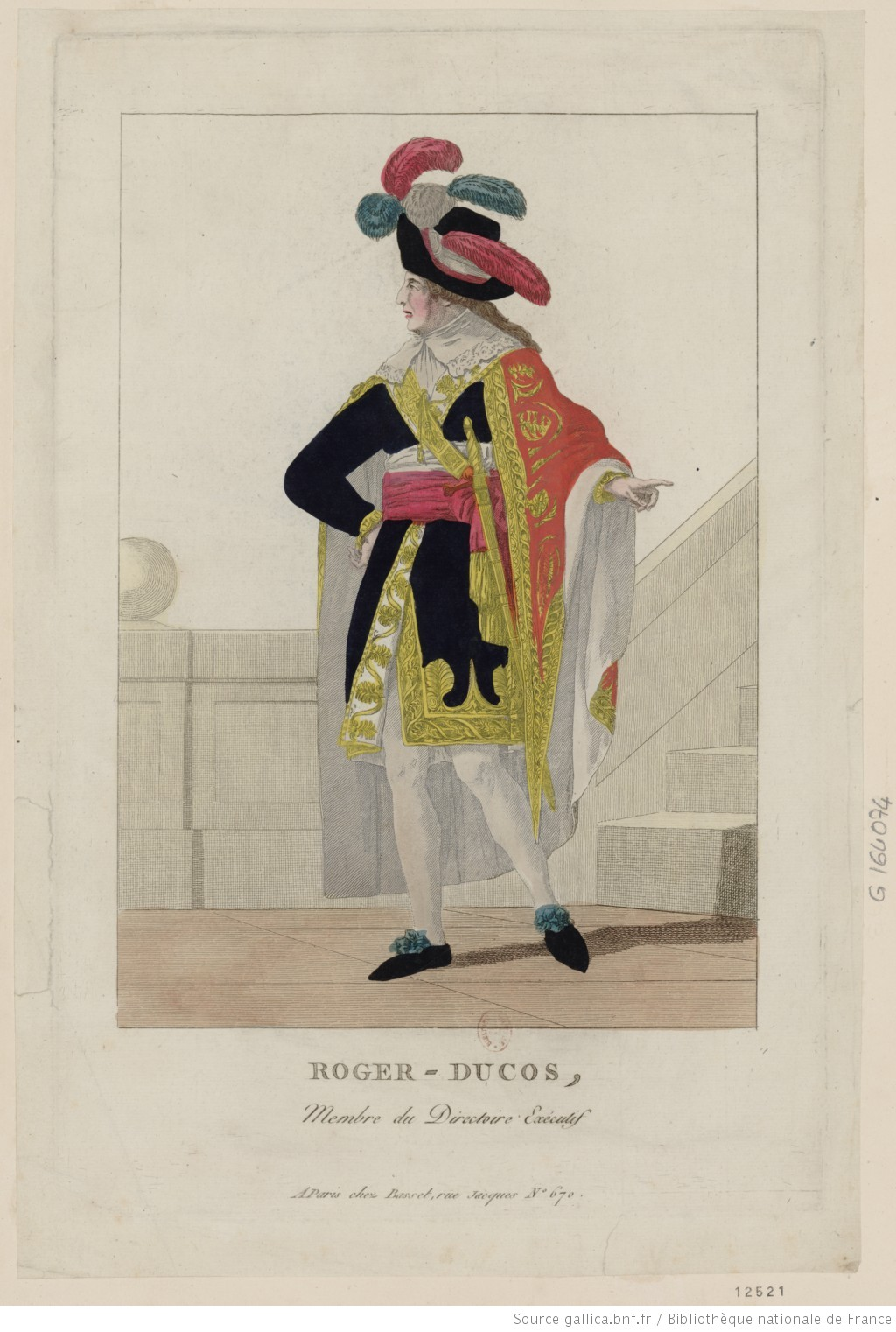
Ducos, membro do Diretório (1799).

## Consulado, império e exílio
A 9 de Novembro de 1799, Ducos aceitou o golpe de estado de Napoleão Bonaparte  do 18 de Brumário, e foi um dos três Cônsules Provisórios, ao lado de Napoleão e Emmanuel Joseph Sieyès, tornando-se vice-presidente do Senado Francês.
Foi muitas vezes honrado por servir o Império, mas, em 1814, abandona Napoleão e vota pela sua deposição. Foi exilado em 1816, sob acusação de regicídios. Morre em Março de 1816 perto de Ulm, num acidente ferroviário.